# Predrag Rajković
Predrag Rajković (szerbül: Предраг Рајковић; Negotin, 1995. október 31. –) szerb válogatott labdarúgó, a szaúdi el-Áttihád kapusa.

## Pályafutása

### Klubcsapatokban
2002 és 2009 között a Hajduk Veljko csapatában nevelkedett. Onnan a Jagodina korosztályos csapataiban folytatta, majd ott lett profi játékos. 2013. augusztus 28-án 4 évre írt alá a Crvena zvezda csapatához és a 95-ös mezszámot kapta meg. 2015. augusztus 29-én az izraeli Makkabi Tel-Aviv csapatához igazolt.

### A válogatottban
A szerb korosztályos válogatottak színeiben részt vett a 2013-as, a 2014-es U19-es labdarúgó-Európa-bajnokságon és a 2015-ös U20-as labdarúgó-világbajnokságon. Mladen Krstajić szövetségi kapitány meghívta a 2018-as labdarúgó-világbajnokságra utazó keretébe, de pályára nem lépett.

## Sikerei, díjai

### Klub
- Jagodina
  - Szerb kupa: 2012–13
- Crvena zvezda
  - Szerb bajnok: 2013–14, 2015–16
- Makkabi Tel-Aviv
  - Izraeli kupa: 2017–18

### Válogatott
- Szerbia U19
  - U19-es labdarúgó-Európa-bajnokság: 2013
- Szerbia U20
  - U20-as labdarúgó-világbajnokság: 2015